# Ašvieniai

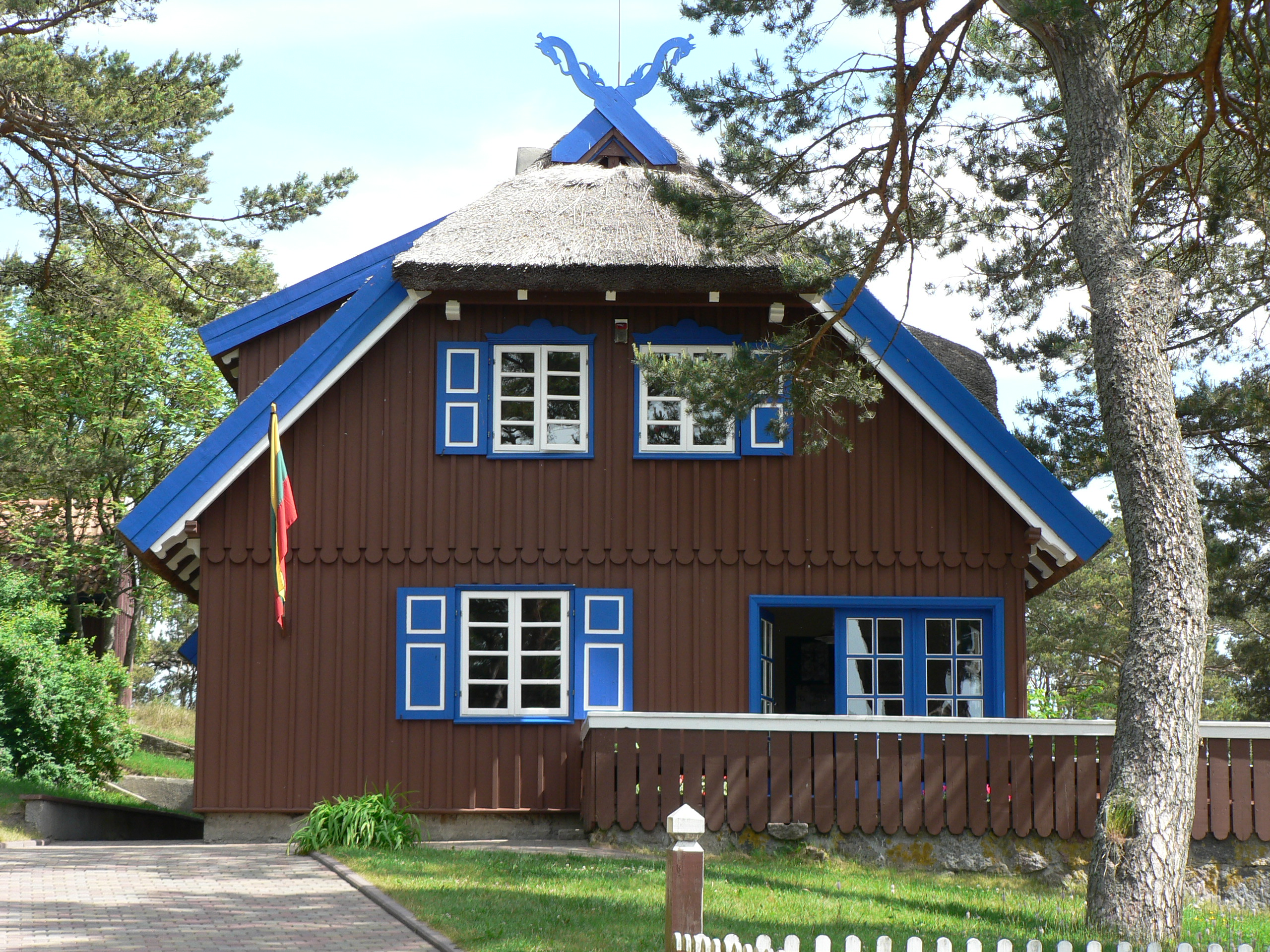
Gli Ašvieniai, comunemente chiamati piccoli cavalli, su un tetto di un'abitazione presso Nida

Gli Ašvieniai sono gemelli divini nella mitologia lituana, identici a quelli della cultura lettone chiamati Dieva dēli e alle versioni baltiche del vedico Ashvin. Entrambi i nomi derivano dalla stessa radice protoindoeuropea con cui si indicava il cavallo, - * ek'w-: infatti, così come nell'antico lituano l'equino veniva contrassegnato con ašva, anche nel sanscrito il termine per designarlo era ashva. Alla luce delle somiglianze con la figura dei Dioscuri greci Castore e Polluce, i due gemelli baltici divini appartengono al medesimo filone di miti indoeuropei.

## Descrizione
Gli Ašvieniai sono rappresentati mentre trainano la carrozza di Saulė (il Sole) attraverso il cielo. Raffigurati come odonati (žirgeliai) o piccoli cavalli, i gemelli sono motivi comuni sui tetti delle case lituane, posti a protezione della casa. Motivi simili possono essere rintracciati anche sulle arnie, sulle imbracature, sui sostegni del letto o altri oggetti domestici. Gli Ašvieniai sono legati da una parentela con l'Ūsinis e l'Ūsiņš lettone (cfr. Ushas vedico), ovvero le divinità protettrici degli equini. Usins, uno degli Ašvieniai, viene descritto mentre guida il carro solare trainato nel cielo da una coppia di cavalli bianchi.